# Ty - supermodel (mùa 1)
Ty - supermodel, Mùa 1 (tiếng Nga: "Ты - супермодель 1") là mùa  đầu tiên của Ty - supermodel trên kênh STS của Nga. Đây là một cuộc cạnh tranh của các thí sinh tham vọng thiếu chuyên nghiệp. Fyodor Bondarchuk là host của mùa này.
Mỗi tập phim, 13 thí sinh chung cuộc được lựa chọn sẽ cùng sống chung trong căn hộ Novotel ở Moscow. Họ phải đối mặt với các cuộc thi khác nhau trong buổi chụp hình, thể thao và giải trí với một vòng loại ở cuối mỗi tập phim, nơi một hoặc nhiều người được gửi về nhà.
Người chiến thắng trong cuộc thi này là Ksenia Kahnovich, 17 tuổi từ Tolyatti. Cô giành được:
- Một hợp đồng người mẫu với Next Model Management ở Paris trong 3 năm trị giá $250.000
- Lên ảnh bìa và trang biên tập cho tạp chí Cosmopolitan
- Một hợp đồng trở thành gương mặt mới cho nước uống Zapovednik
- Xuất hiện trong buổi trình diễn thời trang cho Russian Silhouette

Nhưng cô đã từ chối với hợp đồng Next Model Management. Sua chương trình, Ksenia Kahnovich đã trở thành 1 người mẫu thành công khi cô đã sải bước trên sàn diễn của những tên tuổi lớn như: Versace, Louis Vuitton, Christian Dior và Dolce & Gabbana tại New York, Paris và Milan.

## Các thí sinh
(Tuổi tính từ ngày dự thi)
| Thí sinh             | Tuổi | Chiều cao               | Quê quán         | Bị loại ở | Hạng |
| -------------------- | ---- | ----------------------- | ---------------- | --------- | ---- |
| Olga Sandrakova      | 17   | 1,76 m (5 ft 9+1⁄2 in)  | Perm             | Tập 2     | 14   |
| Elena Umnova         | 22   | 1,74 m (5 ft 8+1⁄2 in)  | Nizhniy Novgorod | Tập 3     | 13   |
| Anastasia Polunina   | 17   | 1,76 m (5 ft 9+1⁄2 in)  | Tyumen           | Tập 4     | 12   |
| Natalya Churayeva    | 18   | 1,80 m (5 ft 11 in)     | Tolyatti         | Tập 5     | 11   |
| Olga Shekhereva      | 19   | 1,77 m (5 ft 9+1⁄2 in)  | Krasnoyarsk      | Tập 6     | 10   |
| Veronika Nedorub     | 19   | 1,75 m (5 ft 9 in)      | Rostov-on-Don    | Tập 7     | 9    |
| Ksenia Pirozhkova    | 17   | 1,77 m (5 ft 9+1⁄2 in)  | Tolyatti         | Tập 8     | 8-7  |
| Varvara Serova       | 19   | 1,79 m (5 ft 10+1⁄2 in) | Moscow           | Tập 8     | 8-7  |
| Anastasia Salozubova | 18   | 1,82 m (5 ft 11+1⁄2 in) | Rostov-on-Don    | Tập 9     | 6-5  |
| Evgenia Tolstikova   | 20   | 1,81 m (5 ft 11+1⁄2 in) | Moscow           | Tập 9     | 6-5  |
| Yulia Oleynik        | 16   | 1,76 m (5 ft 9+1⁄2 in)  | Samara           | Tập 12    | 4-3  |
| Yulia Vorobyeva      | 17   | 1,81 m (5 ft 11+1⁄2 in) | Moscow           | Tập 12    | 4-3  |
| Aleksandra Oleynik   | 17   | 1,76 m (5 ft 9+1⁄2 in)  | Poltava, Ukraina | Tập 12    | 2    |
| Ksenia Kahnovich     | 17   | 1,80 m (5 ft 11 in)     | Tolyatti         | Tập 12    | 1    |

## Các tập

### Tập 1
Khởi chiếu: 27 tháng 3 năm 2004
Từ 3000 cô gái đăng kí dự thi, 20 thí sinh bán kết đã tập trung tại Moscow và ngay lập tức, họ phải đưa điện thoại di động của mình cho chương trình nhưng trước đó, họ được phép thực hiện một vài cuộc gọi. Sau đó, họ vào ngôi nhà chung của mình tại căn hộ Novotel.
Ngày hôm sau, họ đã có buổi chụp hình đầu tiên là ảnh thẻ, và các cô gái nên trông tự nhiên nhất có thể. Sau đó, họ đã có buổi phỏng vấn với ban giám khảo. cuối cùng, Fyodor đã chọn ra 13 cô gái sẽ tham gia vào cuộc thi.

### Tập 2
Khởi chiếu: 28 tháng 3 năm 2004
13 cô gái đã được đưa đến trung tâm thể dục World Class và thay phiên nhau đi vào văn phòng của bác sĩ để kiểm tra thể lực của họ. Sau khi quay về khách sạn, các thí sinh đã được bikini wax và hầu hết các cô gái đều rất sợ. Sau đó, họ đã có một buổi học catwalk với Irina Ponarovskaya.
Ngày hôm sau, các cô gái được đưa đến buổi chụp hình tiếp theo khi họ phải áp dụng bài học catwalk vừa rồi để trình diễn thời trang và tạo dáng ở cuối sàn diễn. Sau khi kết thúc, họ đã được ăn trưa trong một nhà hàng. Vào buổi đánh giá, Evgenia được gọi tên đầu tiên và Olga Sa. là thí sinh đầu tiên bị loại.
- Nhiếp ảnh gia: Vlad Loktev
- Khách mời đặc biệt: Irina Ponarovskaya

### Tập 3
Khởi chiếu: 3 tháng 4 năm 2004
12 cô gái còn lại đã được đưa đến trung tâm thể dục World Class và đã có buổi học thể dục nhịp điệu. Sau đó họ đã có thử thách thể lực, Anastasia S. chiến thắng thử thách và cô được được phép gọi về nhà.
Ngày hôm sau, họ đã có buổi chụp hình trong áo tắm ở -10 độ C. Sau đó, Fyodor đã mời các cô gái tham gia vào video âm nhạc Vyshe Neba của ca sĩ Olga Orlova, đạo diễn của cô đã ra nhiệm vụ của họ là như sau: tạo ra một tiết mục khiêu vũ trong bữa tiệc của câu lạc bộ. Sau khi buổi quay, họ đã có một bài học về tiếng Pháp với một giáo viên quyến rũ nhưng rất nghiêm khắc. Vào buổi đánh giá, Ksenia P. được gọi tên đầu tiên và Elena là thí sinh tiếp theo bị loại.
- Nhiếp ảnh gia: Vlad Loktev
- Khách mời đặc biệt: Olga Orlova, Pierre Narcisse

### Tập 4
Khởi chiếu: 4 tháng 4 năm 2004
Vào buổi sáng, Fyodor Bondarchuk đi dọc hành lang Novotel, gõ cửa các phòng của 11 cô gái còn lại ở và đánh thức các cô gái dậy. Sau đó, họ đã đến trung tâm thể dục World Class và họ phải căng mình trên máy chạy bộ, xe đạp tập thể dục và xà đơn. Sau đó, họ cùng với Fyodor đã đi ăn sáng và đã có cuộc nói chuyện với họ. Họ sau đó đã có bài học catwalk trong khi phải cởi đồ đúng cách trên sàn catwalk. Sau đó, Họ đã đến tiệm salon Londa Color cho diện mạo mới của mình. Sau khi quay về khách sạn, các cô gái được phép thực hiện hai cuộc gọi về nhà.
Ngày hôm sau, họ đã có buổi chụp hình tại trung tâm cưỡi ngựa Bittsa, họ đã hóa thân thành tay đua ngựa quyến rũ. Vào buổi tối, một số cô gái đã được mời đi du thuyền Chizhik và đã ngạc nhiên khi thấy nhóm nhạc Ivanushki International trên du thuyền. Vào buổi đánh giá, Ksenia K. được gọi tên đầu tiên, Aleksandra & Anastasia P. rơi vào cuối bảng, nhưng sau khi họ biết rằng Aleksandra sẽ định tham gia vào cuộc thi Miss Ukraine thì Aleksandra nói với Fyodor rằng xin hãy cho Anastasia P. ở lại cuộc thi vì cô sẽ dừng cuộc thi tại đây, nhưng Fyodor từ chối. Kết quả là cả Aleksandra & Anastasia P. đều phải ra về.
- Khách mời đặc biệt:  Yevgeny Vlasov, Andrei Grigoriev-Apollonov, Kirill Andreev, Kirill Turichenko, Oleg Yakovlev

### Tập 5
Khởi chiếu: 10 tháng 4 năm 2012
9 cô gái còn lại đã được đưa đến trung tâm thể dục World Class và được đưa ra nhiệm vụ là làm việc với xẻng để dọn tuyết, trong khi phải giữ thẳng lưng và sau đó, các cô gái được tập yoga. Sau đó, họ đã gặp Svetlana Makarova và đã được học bài học về diễn xuất trên sân khấu.
Ngày hôm sau, các cô gái tạo dáng trước ống kính trong vòng tay với những động vật hoang dã khác nhau. Sau đó, các cô gái được đến sân băng ngoài trời và được gặp Ilya Averbukh, nhà vô địch thế giới về khiêu vũ thể thao. Sự hiện diện của một chuyên gia trên băng đã khiến các cô gái tự tin đến mức họ thực hiện yêu cầu múa điệu nhảy của những chú vịt nhỏ. Ilya đánh giá cao sự nhiệt tình và họ đã vượt qua nỗi sợ hãi. Sau đó, họ được gặp Sergey Mayorov để học về cách trả lời câu hỏi phỏng vấn chính xác khi bị bao vây bởi các nhà báo. Vào buổi đánh giá, Yulia V. được gọi tên đầu tiên và Natalya là thí sinh tiếp theo bị loại. Chưa dừng lại ở đó, Fyodor còn giới thiệu với các cô gái một thí sinh mới sẽ tham gia vào cuộc thi, Varvara.
- Nhiếp ảnh gia: Maksim Chelnokov
- Khách mời đặc biệt:  Nina Prikhozha, Svetlana Makarova, Ilya Averbukh, Sergey Mayorov

### Tập 6
Khởi chiếu: 11 tháng 4 năm 2004
9 cô gái còn lại được đưa đến một phòng thu âm và được một buổi nói chuyện với nhóm nhạc Korni. vào buổi tối, Yulia O. nhận được bất ngờ khi gia đình cô đến thăm. Ngày hôm sau, các cô gái đã có một buổi chụp hình chủ đề Haute Couture với các trang phục từ nhà thiết kế Vyacheslav Zaitsev, Varvara không tham gia vào buổi chụp hình đã khiến cho nhà sản xuất phải quay về căn hộ tìm cô. Sau buổi chụp hình, các cô gái quyết định đi xem phim, nhưng chỉ còn lại 4 vé và 4 cô gái may mắn đó đã được gặp diễn viên Sergey Bezrukov.
Ngày tiếp theo, các cô gái tham dự các bài học tiếng Pháp mà không có nhiều nhiệt tình. Trở lại căn hộ, vì có tin đồn rằng một trong những thí sinh có điện thoại di động thứ hai nên các cô gái bị thẩm vấn với niềm đam mê đặc biệt và thậm chí bị đe dọa tìm kiếm các phòng. Đánh giá theo cách Yulia V. nói chuyện với mẹ qua điện thoại trước ống kính nên chính cô là người có điện thoại trái phép và sau đó họ tìm thấy một chiếc quạt trong phòng tắm, giờ đây còn có một chiếc điện thoại di động thứ hai. Tuy nhiên, ban giám khảo kiên nhẫn với những mánh khóe của cô và cô vẫn còn tiếp tục trong chương trình. Vào buổi đánh giá, Yulia V. được gọi tên đầu tiên và Olga Sh. là thí sinh tiếp theo bị loại.
- Khách mời đặc biệt: Alexander Astashenok, Alexander Berdnikov, Alexey Kabanov, Dmitry Pakulichev, Pavel Artemyev, Vyacheslav Zaitsev, Sergey Bezrukov

### Tập 7
Khởi chiếu: 17 tháng 4 năm 2004
8 cô gái còn lại được đưa đến một cửa hàng thời trang, nhà thiết kế đang đợi ở đó và mời họ thay quần áo và đi trước mặt anh ta như trên sàn catwalk. Hóa ra anh ta sẽ mời làm việc tại một buổi trình diễn thời trang ở Gostiny Dvor. Ksenia K. và Evgenia được yêu cầu đi lại lần nữa, nhưng chỉ trong những chiếc mũ thanh lịch. Cuối cùng, cả hai đều được chọn cho buổi trình diễn thời trang này. Sau đó, họ đã có một bài học về nghệ thuật sân khấu với Vera Kharybina và Alexander Tsekalo.
Ngày hôm sau, họ đã có một buổi chụp hình tại dáng trong hồ bơi. Sau đó, các cô gái có buổi xem trình diễn thời trang tại Gostiny Dvor với Ksenia K. và Evgenia sẽ trình diễn thời trang. Sáng hôm sau, Evgenia và Anastasia S. thức dậy vì thực tế là một chú chó nhỏ dễ thương đang chạy quanh giường và Evgenia hét lên sung sướng khi nhận ra đó là thú cưng của mình và sau đó mẹ cô đến thăm. Vào buổi đánh giá, Ksenia K. được gọi tên đầu tiên và Veronika là thí sinh tiếp theo bị loại.
- Khách mời đặc biệt: Vera Kharybina, Alexander Tsekalo

### Tập 8
Khởi chiếu: 18 tháng 4 năm 2004
Stylist Irina Chernyak đã đến gặp 7 cô gái còn lại ở Novotel để nói chuyện, cô ấy sẽ là nhiếp ảnh gia cho buổi chụp trang bìa của tạp chí Cosmopolitan. Nhưng chẳng mấy chốc, sự chú ý của các cô gái đã thay đổi hoàn toàn bởi Sergey Glushko. Để xua tan sự bối rối chung, Irina bắt đầu nói về những khó khăn khi làm việc trong ngành kinh doanh người mẫu.
Ngày hôm sau, các thí sinh đã có một buổi chụp ảnh cho trang bìa tạp chí Cosmopolitan. Sau buổi chụp hình, họ đã gặp một nhà tâm lý học để nghe về việc chăm sóc đôi chân của mình. Sau đó, họ đã có một buổi học nhảy từ Alla Dukhova. Quay về khách sạn, một người bạn của Anastasia S. đến thăm cô. Sau đó, họ đã có một buổi tối tại nhà của giám khảo Tatyana Mikhalkova. Vào buổi đánh giá, Yulia V. được gọi tên đầu tiên còn Ksenia P. & Varvara là 2 thí sinh tiếp theo bị loại. Nhưng bất ngờ lớn nhất sau buổi loại trừ là sự trở lại bất ngờ của Aleksandra, người đã dừng cuộc thi để đi thi hoa hậu.
- Nhiếp ảnh gia: Irina Chernyak
- Khách mời đặc biệt: Sergey Glushko, Alla Dukhova

### Tập 9
Khởi chiếu: 24 tháng 4 năm 2004
Luật sư Anatoly Kucherena đã đến Novotel để dạy 6 cô gái còn lại các xây dựng mối quan hệ với người khác và họ đã thể hiện sự quan tâm thực sự khi hỏi rất nhiều câu hỏi liên quan đến hợp đồng giải thưởng và hợp đồng mà họ đã ký trước khi tham gia chương trình. Sau đó, họ được đến một nhà hàng sang trọng ở phố Arbat để học về cách cư xử dúng mực với diễn viên Anton Makarsky, khi họ sẽ phải áp dụng nó cho thử thách ứng xử và Ksenia K. xử lý tốt nhất trong thử thách. Các cô gái sau đó đã được đi tham quan toàn thành phố Moscow với chính trị gia Vladimir Zhirinovsky.
Ngày hôm sau, họ được đưa tới một nhà máy cho buổi chụp hình tiếp theo trong đồ lót trong khi bị bao phủ sơn lên người. Sau đó, họ đã có một buổi phỏng vấn trực tiếp với Tina Kandelaki trên chương trình Details. Ngày tiếp theo, họ đã có buổi hát hò với ca sĩ Soso Pavliashvili. Vào buổi đánh giá, Yulia O. được gọi tên đầu tiên còn Anastasia S. & Evgenia là 2 thí sinh tiếp theo bị loại.
- Nhiếp ảnh gia: Sergey Maslov
- Khách mời đặc biệt: Anatoly Kucherena, Anton Makarsky, Vladimir Zhirinovsky, Tina Kandelaki, Soso Pavliashvili

### Tập 10
Khởi chiếu: 25 tháng 4 năm 2004
4 cô gái còn lại được đưa đến trung tâm thể dục World Class cho buổi học nhảy salsa với biên đạo viên Vlad Petrov. Sau đó, họ đến trường quay Tsentrnauchfilm cho buổi quay quảng cáo của nước uống Zapovednik, khi họ sẽ phải đi trên sàn gỗ với một quả cầu trái đất trong tay, tiếp cận máy ảnh, ném nó lên trên và nói khẩu hiệu của sản phẩm. Trước khi bắt đầu, Gianluca gặp họ để thử trò chuyện bằng tiếng Anh hoặc tiếng Pháp, nhưng không thể kiểm tra tiếng Pháp vì các cô gái thẳng thừng từ chối. Ngày hôm sau, họ được đưa đến trường quay Meteo-TV để thử sức mình trong việc trở thành phóng viên dự báo thời tiết. Sau đó, họ đã có một buổi casting cho buổi trình diễn thời trang cho Celine chỉ có Yulia V. được chọn xuất hiện trên sàn diễn thời trang.
Ngày tiếp theo, Sergey Zverev cùng với đại diện nước ngoài của Next Model Management đã đến gặp các cô gái. Họ yêu cầu các cô gái đi catwalk trong váy cocktail và có buổi chụp hình tiếp theo tạo dáng đứng quay lưng vào gương. Sau đó, họ đã có một buổi mua sắm tại cửa hàng thời trang Modnyy Bazar. Vào buổi đánh giá ngày hôm sau với sự xuất hiện của giám khảo khách mời Fyodor Pavlov-Andreevich, Yulia V. được gọi tên đầu tiên còn Yulia O. là thí sinh tiếp theo sẽ bị loại, và trong lúc Yulia O. chào tạm biệt thì Fyodor đã đưa phong bì cho cô và nói rằng cô vẫn được ở lại cuộc thi. Sau buổi loại trừ, Fyodor đã mời bữa tối cho các cô gái.
- Khách mời đặc biệt: Vlad Petrov, Dmitry Gubarev, Elena Kovrigina, Sergey Zverev, Nadezhda Mikhalkova, Fyodor Pavlov-Andreevich

### Tập 11
Khởi chiếu: 1 tháng 5 năm 2004
4 cô gái còn lại đã có một buổi học catwalk và một buổi nói chuyện về việc casting quan trọng như thế nào với một người mẫu. Quay về căn hộ, họ rất háo hức đóng gói đồ đạc sau khi biết rằng họ sẽ được đến Sankt-Peterburg. Sau khi tới nơi, các cô gái có một buổi chụp hình phức tạp khi phải tạo dáng trên đường phố trong thời tiết lạnh với tuyết. Sau đó, họ đã có bữa trưa với diễn viên Dmitry Nagiyev để nói chuyện về việc tại sao họ chọn nghề này. Trước khi kết thúc, Dmitry đã mời họ đến xem vở kịch Kysya tại rạp kịch của ông.
Ngày tiếp theo, họ quay lại Moscow trong tâm trạng mệt mỏi nên họ đã có 1 buổi chơi bowling với nhóm nhạc Premyer-Ministr vào buổi tối. Vào buổi đánh giá ngày hôm sau, Ksenia K. được gọi tên đầu tiên còn Yulia V. là thí sinh tiếp theo sẽ bị loại, và trong lúc Yulia V. chào tạm biệt thì Fyodor đã nói rằng cô vẫn được ở lại cuộc thi sau khi ban giám khảo đã suy nghĩ lại về quyết định này.
- Khách mời đặc biệt: Dmitry Nagiyev, Igor Lifanov, Vyacheslav Borodin, Jean Grigoriev-Milimerov, Pete Jason

### Tập 12
Khởi chiếu: 2 tháng 5 năm 2004
Nhà chiêm tinh nổi tiếng Tamara Globa được mời đến gặp 4 thí sinh cuối cùng để nói về những sự kiện tốt sẽ xảy ra trong tương lai của họ. Ngày hôm sau, họ được đưa tới căn hộ của nhà sử học thời trang Alexandre Vassiliev cho buổi chụp hình cuối cùng hóa thân thành những quý cô uể oải sang trọng trong phòng nghỉ cổ điển cùng những chiếc hộp xinh xắn đầy trang sức và kim cương. Sau đó, Alexandre đã cho họ một buổi học lịch sử đầy ngẫu hứng về kinh doanh trong ngành người mẫu.
Ngày tiếp theo, vũ công Andris Liepa đến gặp các cô gái và đưa ra rất nhiều hướng dẫn có giá trị về việc khởi động cơ thể trước khi làm việc và cũng chia sẻ kiến thức của mình về lịch sử của nghề người mẫu cũng có liên quan đến lĩnh vực múa balê. Vào buổi đánh giá cuối cùng, giám khảo Tatyana Mikhalkova đề nghị việc bỏ phiếu, bởi vì trong một thời gian dài họ không thể đi đến một ý kiến chung. Kết quả sau cuộc bỏ phiếu là Yulia O. và Yulia V. bị loại, còn Aleksandra & Ksenia K. phải đợi vào ngày hôm sau để biết được kết quả. Ngày hôm sau, 2 cô gái còn lại đến phòng đánh giá để nghe kết quả cuối cùng, và Ksenia K. trở thành quán quân của cuộc thi.
- Nhiếp ảnh gia: Vlad Loktev
- Khách mời đặc biệt: Tamara Globa, Alexandre Vassiliev, Andris Liepa

## Thứ tự gọi tên
| Thứ tự | Tập          | Tập          | Tập          | Tập          | Tập          | Tập          | Tập          | Tập               | Tập                  | Tập        | Tập        | Tập        | Tập |
| Thứ tự | 1            | 2            | 3            | 4            | 5            | 6            | 7            | 8                 | 9                    | 10         | 11         | 12         |     |
| ------ | ------------ | ------------ | ------------ | ------------ | ------------ | ------------ | ------------ | ----------------- | -------------------- | ---------- | ---------- | ---------- | --- |
| 1      | Anastasia P. | Evgenia      | Ksenia P.    | Ksenia K.    | Yulia V.     | Yulia V..    | Ksenia K.    | Yulia V.          | Yulia O.             | Yulia V.   | Ksenia K.  | Ksenia K.  |     |
| 2      | Yulia V.     | Ksenia P.    | Ksenia K.    | Olga Sh.     | Ksenia K.    | Yulia O.     | Anastasia S. | Ksenia K.         | Aleksandra           | Ksenia K.  | Yulia O.   | Aleksandra |     |
| 3      | Ksenia P.    | Anastasia S. | Veronika     | Ksenia P.    | Yulia O.     | Evgenia      | Yulia O.     | Evgenia           | Yulia V.             | Aleksandra | Aleksandra | Yulia O.   |     |
| 4      | Natalya      | Ksenia K.    | Evgenia      | Yulia V.     | Anastasia S. | Varvara      | Yulia V.     | Yulia O.          | Ksenia K.            | Yulia O.   | Yulia V.   | Yulia V.   |     |
| 5      | Ksenia K.    | Aleksandra   | Yulia O.     | Natalya      | Evgenia      | Ksenia P.    | Varvara      | Anastasia S.      | Anastasia S. Evgenia |            |            |            |     |
| 6      | Veronika     | Yulia V.     | Anastasia S. | Veronika     | Veronika     | Ksenia K.    | Ksenia P.    | Ksenia P. Varvara | Anastasia S. Evgenia |            |            |            |     |
| 7      | Yulia O.     | Natalya      | Aleksandra   | Anastasia S. | Olga Sh.     | Veronika     | Evgenia      | Ksenia P. Varvara |                      |            |            |            |     |
| 8      | Aleksandra   | Anastasia P. | Natalya      | Evgenia      | Ksenia P.    | Anastasia S. | Veronika     |                   |                      |            |            |            |     |
| 9      | Olga Sa.     | Olga Sh.     | Anastasia P. | Yulia O.     | Natalya      | Olga Sh.     |              |                   |                      |            |            |            |     |
| 10     | Elena        | Veronika     | Yulia V.     | Aleksandra   |              |              |              |                   |                      |            |            |            |     |
| 11     | Anastasia S. | Elena        | Olga Sh.     | Anastasia P. |              |              |              |                   |                      |            |            |            |     |
| 12     | Olga Sh.     | Yulia O.     | Elena        |              |              |              |              |                   |                      |            |            |            |     |
| 13     | Evgenia      | Olga Sa.     |              |              |              |              |              |                   |                      |            |            |            |     |

     Thí sinh bị loại
     Thí sinh dừng cuộc thi
     Thí sinh ban đầu bị loại nhưng được cứu
     Thí sinh chiến thắng cuộc thi
- Trong tập 4, Aleksandra & Anastasia P. rơi vào cuối bảng, Aleksandra quyết định dừng cuộc thi để tham gia vào cuộc thi Miss Ukraina. Mặc dù việc Aleksandra dừng cuộc thi, Anastasia P. vẫn bị loại.
- Vào cuối tập 5, Varvara được tham gia vào cuộc thi.
- Trong tập 8, sau khi Ksenia P. và Varvara bị loại, Aleksandra được quay lại cuộc thi.
- Trong tập 10, Yulia O. ban đầu bị loại nhưng các giám khảo đã quyết định giữ cô trong cuộc thi.
- Trong tập 11, Yulia V. ban đầu bị loại nhưng các giám khảo đã quyết định giữ cô trong cuộc thi.

### Buổi chụp hình
- Tập 1: Ảnh thẻ tự nhiên (casting)
- Tập 2: Tạo dáng ở cuối sàn diễn thời trang
- Tập 3: Nữ hoàng tuyết trong đồ bơi
- Tập 4: Ảnh trắng đen người cưỡi ngựa
- Tập 5: Tạo dáng với động vật
- Tập 6: Haute Couture
- Tập 7: Tạo dáng trên hồ nước cho Zapovednik
- Tập 8: Ảnh bìa tạp chí Cosmopolitan
- Tập 9: Đồ lót với sơn trong phòng nồi hơi
- Tập 10: Quảng cáo nước uống Zapovednik; Ảnh chân dung đứng quay lưng vào gương
- Tập 11: Trên đường phố ở Sankt-Peterburg
- Tập 12: Quý cô uể oải sang trọng với trang sức trong phòng nghỉ cổ điển